# Montanhas Soanle
As montanhas Soanle (em turco: Soğanlı Dağları) ou montanhas Mesrase (em armênio: Մեծրաց լեռնաշղթա, Mecrac’ lernasgt’a) são uma cadeira montanhosa do planalto Armênio, do distrito de Sarecamixe. Estão na porção oeste do planalto de Carse, a leste das montanhas Alacuecber. Possuem 50 quilômetros de comprimento e 30 quilômetros de largura. Iniciam na margem direita do curso inferior do rio Choruque e se estendem de leste a oeste ao longo das montanhas Sarecamixe até o rio Aras.
As montanhas Soanle formam parte da bacia hidrográfica dos rios Oltu e Carse. Suas encostas são cobertas por pinheiros, seus cumes possuem pastagens e seus contrafortes possuem prados e gramíneas. Seus picos mais altos são o Mesrase, também chamado Guiunri, Chandar e Guiuluda (2 850 metros), e o Dicmene (2 530 metros). Um desses picos foi chamado Abussardal (Աբուսարդաղ, Abusardał) num mapa do século X.